# جون بابوورث
جون بوناروتي بابوورث (لندن 24 يناير 1775 - 16 يونيو 1847 ليتل باكستون، هونتينغدونشير) هوَ مُهندس معماري وَفنان وَعُضو مؤسس في المعهد الملكي للمعماريين البريطانيين. وقد تَبنى الاسم الأوسط «بوناروتي» في جميع أنحاء 1815 

## حياته
ولد بابوورث في مرليبون، لندن، عام 1775 لجون بابوورث وزوجته شارلوت (ني سيرل).وكان واحدا من اثني عشر طفلا وثاني ولد من ستة أبناء.ووصف والده نفسه ك «معماري، مجصص وبناء». كانت خلفيته في الجبس الزخرفية، وانه هيمن على التجارة في لندن، التي توظف أكثر من 500 رجل. .و بناءاً على توصية من السير وليام جمبرز أمضى عامين تلميذاً للمهندس المعماري جون بلاو. بعد ذلك تدرب عند باني توماس ابشوت، الذي تزوج أبنتهُ جين.

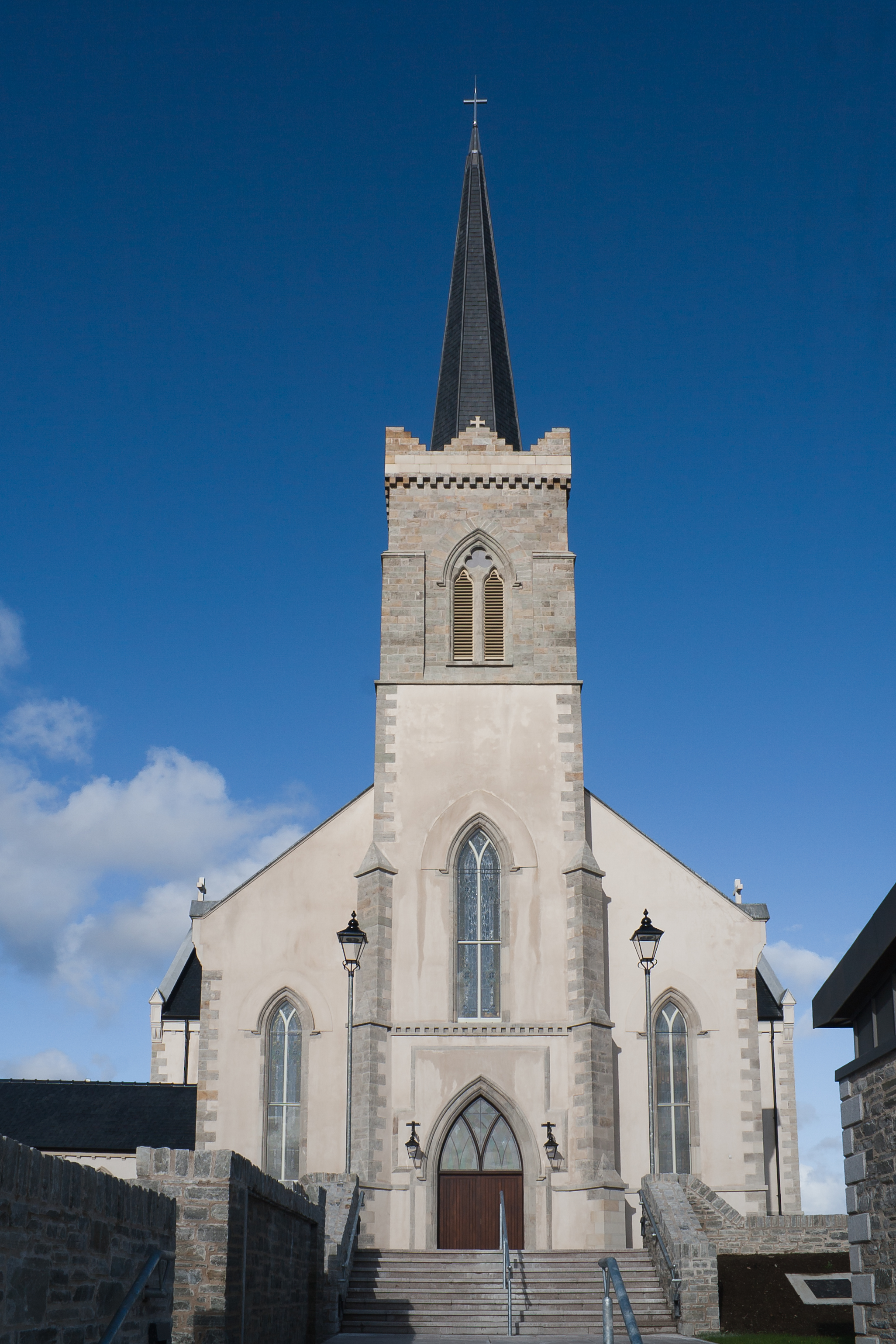
سانت ماري في كنيسة الزيارة في كيليبيج، من تصميم بابوورث وذو طراز قوطي بين 1834 و 1839

وصف جون سمرسون بابوورث بأنه «واحد من المعماريين والفنانين الزخرفيين الأكثر تنوعا في تلك الفترة». ساهم في تصاميم مستودع أكرمان للفنون لنحو 20 عاما، ونشرت بعض من تصاميمه للمنازل كتصاميم للمنازل ريفية في عام 1818. في لندن قام بتصميم واجهات المتاجر.(واحد، لتاجر شاي في لودجيت هيل، وكان بطراز صيني) . ومستودعات. وبنى أو رمم العديد من الفلل للعملاء من الطبقة المتوسطة في الريف .في شلتنهام وضع عقارات مونبلييه،
في عام 1827 وبتكليف من وليم بولوك بابوورث لتخطيط نموذج ولتصميم مختلف فئات من ألابنية على المدينة الجديدة والتي تسمى «هيجيا» في الولايات المتحدة، على الأرض التي اشتراها هو وتمتد على بعد ميلين ونصف على طول نهر أوهايو وعلى الجهة المقابلة للسينسيناتي. نشر بولوك المخطاطات على أمل جذب المشترين للاراضي، ولكن جاء هذا المخطط إلى لا شيء.
انه عرضت أعمال في الأكاديمية الملكية بين عام 1816 و 1841. وعنوانه يقع على الطريق الجديد، لندن، حتى 1816، وشارع 10 كارولين وميدان بيدفورد، من 1823. وفي السنة الأخيرة وصف بأنه «معماري الملك ويتيمبرج، وعرض تصميمه ل» قصر في كانستاد للملك ويتيمبرج .
في عام 1838 أصبح مدير المدرسة الحكومية المنشأة حديثا للتصميم .
له أرشيف من الرسومات في المعهد الملكي للمعماريين البريطانيين رسومات ومجموعات أرشيفية.
لديه ابنان، جون بابوورث ودي، وايت بابوورث.  وكان شقيقه جورج بابوورث عمل كمحرر لأعماله حتى عام 1804 ثم مارس كمعماري في أيرلندا.

## أعماله

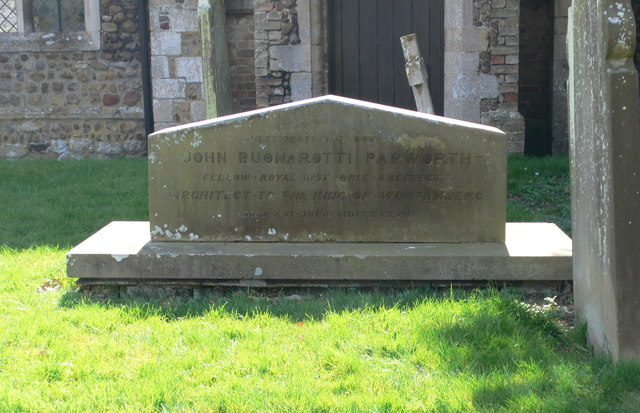
قبر بابوورث في ليتل بكستون، هونتينغدونشير،

- قصر للإيرل لوكان في Laleham، ميدلسكس (1806) [10]
- مصنع في 69 هولبورن، لندن، للمهندس الكسندر غالوي[11]
- سانت جوليان، وهو كوخ يقع بالقرب من سيفينواكس، لروبرت هيريس[12]
- فيلا (عرفت فيما بعد باسم بيت ليكهام) في بريكستون هيل، ساري (الآن جنوب لندن) لجورج فولر[13]. هدم 1908[14].